# Nhà sách

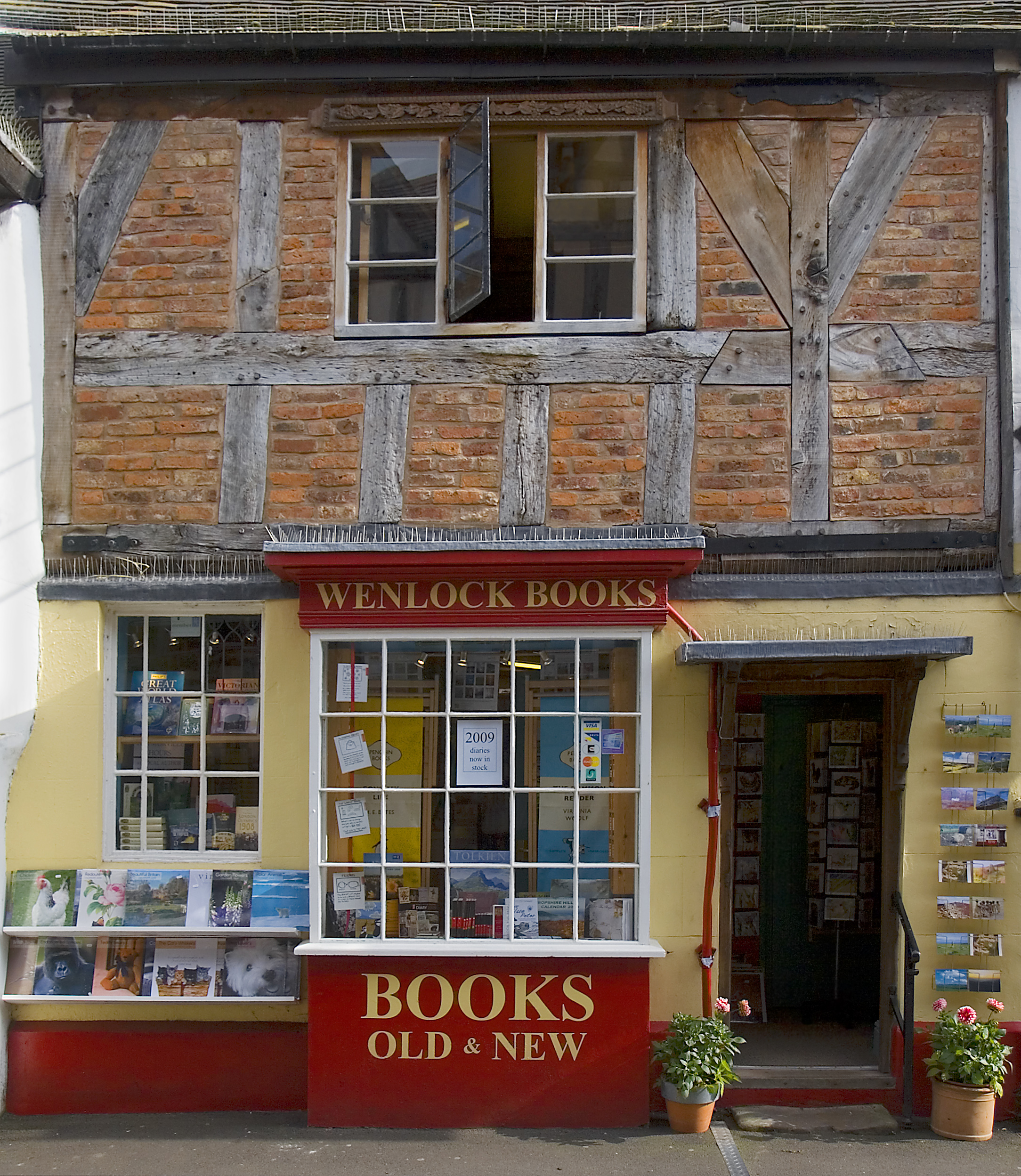
Một nhà sách ở Anh

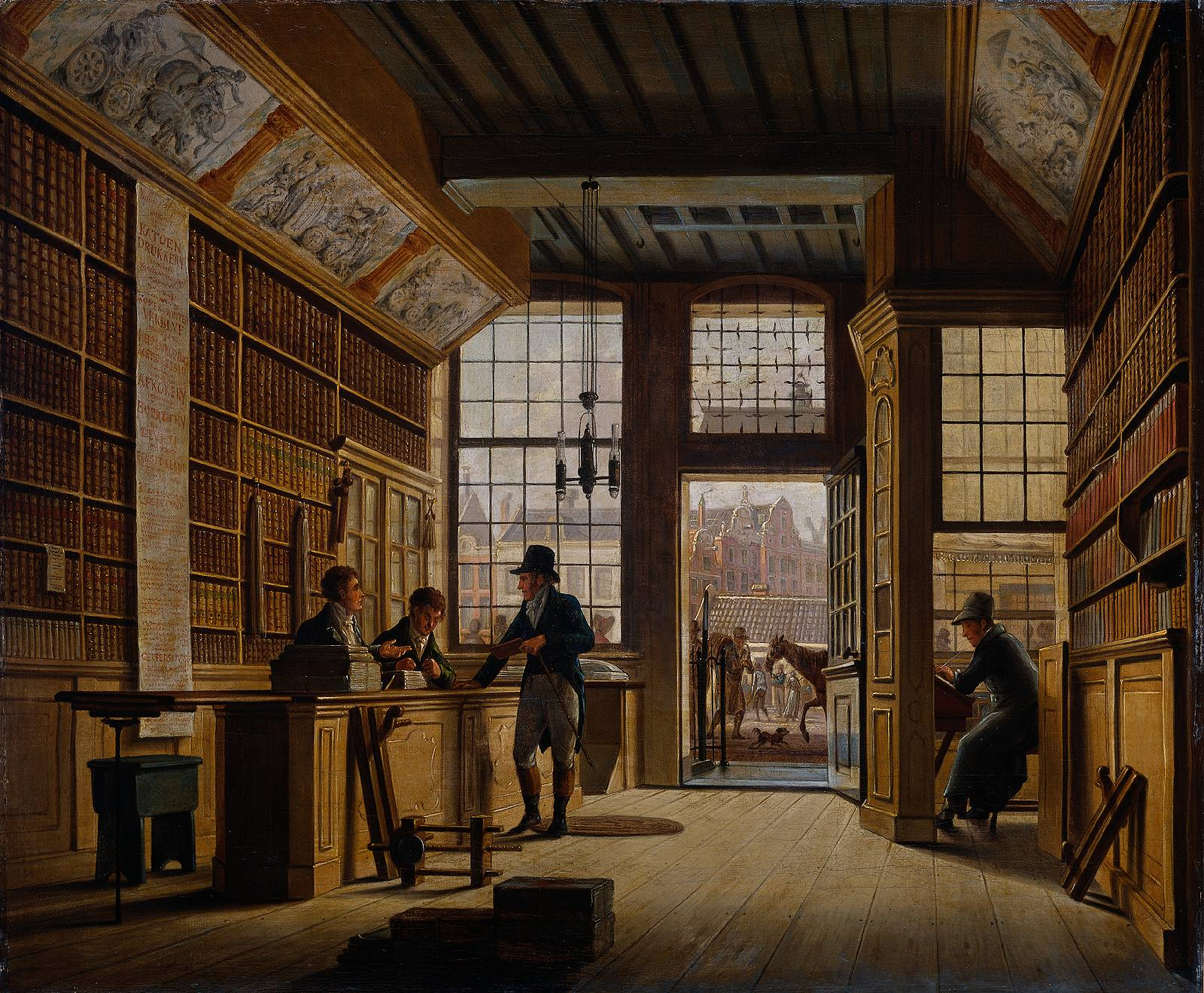
Một nhà sách cổ ở châu Âu

Nhà sách hay cửa hàng sách hay hiệu sách, tiệm sách là một địa điểm nơi thực hiện các giao dịch mua bán sách. Đây là một điểm bán lẻ của công đoạn phân phối sách trong quá trình xuất bản để những tác phẩm sách đến được với người đọc về bản chất nó cũng là một cửa hàng chuyên kinh doanh về sách. Ngày này Nhà sách hay cửa hàng sách hoặc siêu thị sách có thể là một phần của một chuỗi, hoặc các hiệu sách độc lập địa phương hoặc trên phạm vi toàn cầu.
Mặt hàng kinh doanh chủ yếu cả nhà sách là các loại sách hoặc một số văn phòng phẩm nhất định tuy nhiên cửa hàng sách ngày nay thường bán các ấn phẩm bên cạnh các cuốn sách, chẳng hạn như báo, tạp chí và bản đồ... thậm chí là các loại hàng hóa khác. Một số trường đại học thường có hiệu sách sinh viên riêng của họ trong khuôn viên nhà trường và thường tập trung vào việc cung cấp sách giáo khoa và giáo trình cũng như các loại sách hàn lâm, học thuật. Một loại hình phổ biến của các cửa hàng sách là nhà sách chuyên bán sách cũ hoặc thu mua sách cũ ngoài ra loại hình nhà sách trực tuyến ngày nay cũng tương đối phong phú.